# Франкфурт-на-Одере
Фра́нкфурт-на-Одере (нем. Frankfurt (Oder), полн. нем. Frankfurt an der Oder, пол. ист. Słubice) — город на востоке Германии, городской округ в федеральной земле Бранденбург, где имеет статус внерайонного города, порт на реке Одер.
Население — 57,0 тыс. человек (перепись 2020 года).

## География
Франкфурт расположен на западном (левом) берегу Одера, отделяющего город от польского города Слубице.

## История

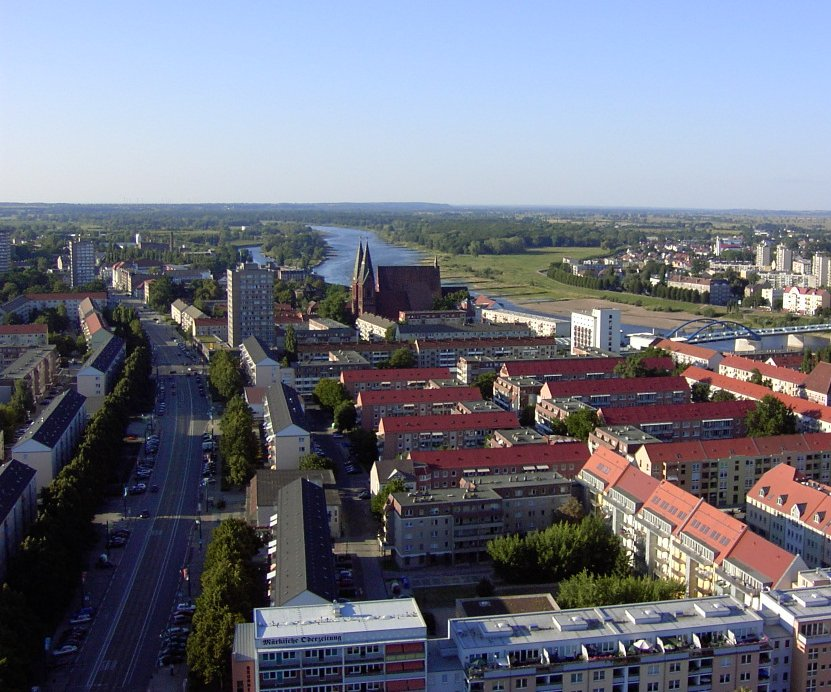
Франкфурт-на-Одере. В правой части фотографии за Одером видны дома польского города Слубице

Основан в XIII веке во время польского правления. Складочное право было дано городу в 1225 году силезским князем Генрихом I Бородатым. В 1430 году присоединился к Ганзейскому союзу.
3 августа 1759 года здесь встретились союзники по Семилетней войне — русские и австрийцы; за три дня перед этим город был занят русскими войсками.
В XIX веке играл большую роль в Прусской торговле благодаря своему расположению между Познанью и Берлином.
Город сильно пострадал во время Второй мировой войны, позже был отстроен заново. После войны был разделён по Одеру между Германией и Польшей (польская часть города на восточном берегу называется Слубице). В 1949—1990 годах входил в состав ГДР.

## Население
С 1 июня 1998 года в городе официально существует еврейская община, членами которой являются эмигранты из стран бывшего СССР. Существует также польское меньшинство с более чем 2000 жителями.
| Год  | Население |
| ---- | --------- |
| 1990 | 86 171    |
| 1995 | 80 807    |
| 2000 | 72 131    |
| 2005 | 63 748    |
| 2010 | 60 330    |
| 2015 | 58 092    |
| 2020 | 57 015    |

## Известные уроженцы, жители
- Браузе, Фридрих Август Вильгельм фон (1769—1836) — военачальник, генерал от инфантерии. Участник наполеоновских войн. Почётный гражданин города Франкфурт-на-Одере.
- Эрнст Фридрих Готлиб Зенкель (нем. Ernst Friedrich Gottlieb Senckel; 7 марта 1836, Мертенсдорф — 29 октября 1912, Хоэнвальде) — немецкий пастор, основатель школьных сберегательных касс в Германии.

## Исторические и архитектурные памятники

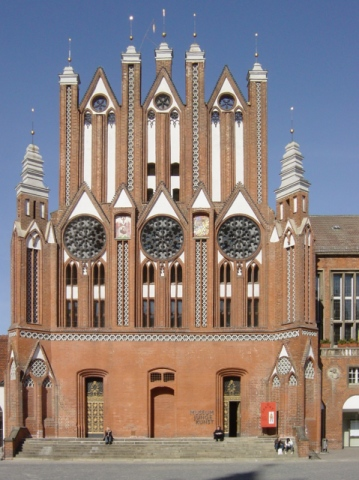
Городская ратуша

Внерайонный город Франкфурт-на-Одере на административной карте земли Бранденбург

Основные памятники города — религиозные сооружения: готическая церковь Богоматери (нем. Marienkirche), Церковь францисканского монастыря (нем. Nikolaikirche) (около 1226, перестроена в XVI веке в стиле ренессанс), барочный дом Генриха фон Клейста (нем. Kleist Gedenk und Forschungstaette) (1777) и Церковь Святой Гертруды.
Расположенная близ Франкфурта-на-Одере покинутая деревня Гроненфельд также является местом захоронения нескольких сотен солдат и военнопленных, умерших во время Первой мировой войны на заброшенном кладбище.

## Экономика
Машиностроение, текстильная, деревообрабатывающая, пищевая промышленность.

## Инфраструктура
В городе располагается Европейский университет Виадрина.

## Культура
- Музей Клейста
- Бранденбургский государственный оркестр Франкфурта-на-Одере

## Спорт
Здесь базируется футбольный клуб «Франкфурт».

## Города-побратимы
- Латвия: Валка
- Украина: Шостка